# Индикатор на флуоресцирующих стёклах
Индика́тор на флуоресци́рующих стёклах — не получивший широкого распространения вид сегментного индикатора, в котором используется следующее явление: если в толще листа прозрачного материала, пропитанного люминофором (например, флюоресцеином натрия), возбудить люминофор, то наиболее интенсивно его свечение будет наблюдаться с торца листа.
В СССР выпускались знаковые индикаторы на флуоресцирующих стёклах типов ЦИФ-1, ЦИФ-2, ЦИФ-3, ЦИФ-5 [1]. Все они — девятисегментные, с начертанием отображаемых цифр как на почтовом индексе. Помимо цифр, они позволяют также отображать буквы А, Б, В, Г, Д, Е, З, И, К, Л, Н, О, П, Р, С, У, Ч, Я.
Индикаторы, в зависимости от модификации, имеют красный либо жёлтый цвет свечения. Подсветка флуоресцирующих стёкол в них производится сменными миниатюрными лампами накаливания типов СМ-39 либо СМ6. Синего света, способного возбудить люминофор, в спектре ламп накаливания немного, но это компенсируется тем, что стёкла пропускают излучение ламп к своим торцам и напрямую, как обычные световоды. Индикаторы различаются высотой знака и наличием встроенной схемы управления. Индикаторы ЦИФ-1 и ЦИФ-2 имеют знак высотой 118 мм, ЦИФ-3 — 275 мм, ЦИФ-5 — 450 мм. Индикатор ЦИФ-2 содержит встроенную схему управления, остальные её не имеют. Все индикаторы выполнены в пластмассовом корпусе и подключаются к внешним устройствам с помощью соединителей типа РП-10-15.
Сведения о доживших до наших дней экземплярах этих индикаторов отсутствуют, однако имеющейся информации достаточно для самостоятельного изготовления любителями технической старины сходных по принципу действия индикаторов.